# Oakland County FC
El Oakland County FC es un equipo de fútbol de Estados Unidos que juega en la USL League Two, la cuarta división nacional.

## Historia
Fue fundado en el año 2014 en la ciudad de Royal Oak, Míchigan en el área de Metro Detroit con el nombre Oakland United FC para jugar en 2015 en la Great Lakes Premier League, en la que terminaron en penúltimo lugar entre cinco equipos con récord de 2–1–5.
En 2016 cambian de nombre y logo, el cual fue diseñado por Matthew Wolff. En esa temporada terminaron con récord de 4–2–4 finalizando de nuevo en cuarto lugar de la PLA East Division.
El 27 de enero de 2017 el club anunció que se moverían a una zona más céntrica en Royal Oak.
En marzo de 2018 el dueño del OCFC anunció que se mudarían a Clawson, Míchigan como la nueva sede del club. El 1 de marzo de 2018 el grupo de aficionados Oakland County FC Supporters’ Trust fue creado. El 5 de noviembre de 2019 el OCFC fue oficialmente anunciado como miembro de la USL League Two. El 9 de mayo de 2021 fue el primer partido del club en la USL League Two, que terminó con victoria por 3-0 ante Fort Wayne FC.

## Estadios
- Stoney Creek High School (2015–2016)
- Royal Oak High School (2017)
- Clawson Stadium (2018–2021)
- Royal Oak High School (2022-)

## Entrenadores
- Waad Sana (2016)
- Nicolino Morana (2017)
- Darryl Evans (2018–2019)
- Vinnie Vasilevski (2020–presente)